# Тымково
Тымково — село в Подольском районе Одесской области на Украине.
Оно названо в честь казака Тымка, бежавшего после развала Запорожской сечи Екатериной II. Он поселился на этих землях и вел повстанческую деятельность против помещиков.

## Известные уроженцы
- Кипер, Олег Александрович (1 мая 1980) — украинский прокурор, старший советник юстиции. Председатель Одесской областной государственной администрации с 30 мая 2023 года[1].